# Alsodes montanus
Alsodes montanus es una especie de anfibio anuro de la familia Cycloramphidae. La especie es endémica de Chile y de Argentina. Se caracteriza por tener el dorso de color gris oscuro, y el vientre gris con matices amarillos. Su piel es lisa, y sus dedos son palmeados hasta la punta.
Se encuentra en los lagos de la zona andina de la Región Metropolitana de Santiago en Chile. Ha sido clasificada como una especie en peligro de extinción.